# Fräkentjärnen (Anundsjö socken, Ångermanland)
Fräkentjärnen är en sjö i Örnsköldsviks kommun i Ångermanland och ingår i Moälvens huvudavrinningsområde. Sjön har en area på 0,0849 kvadratkilometer och ligger 302,7 meter över havet.

## Delavrinningsområde
Fräkentjärnen ingår i det delavrinningsområde (707755-158942) som SMHI kallar för Mynnar i Gafselsjön. Medelhöjden är 385 meter över havet och ytan är 12,23 kvadratkilometer. Det finns inga avrinningsområden uppströms utan avrinningsområdet är högsta punkten. Vattendraget som avvattnar avrinningsområdet har biflödesordning 3, vilket innebär att vattnet flödar genom totalt 3 vattendrag innan det når havet efter 108 kilometer. Avrinningsområdet består mestadels av skog (73 procent). Avrinningsområdet har 0,14 kvadratkilometer vattenytor vilket ger det en sjöprocent på 1,1 procent. Bebyggelsen i området täcker en yta av 1 kvadratkilometer eller 8 procent av avrinningsområdet.